# Tainter (Wisconsin)
Tainter es un pueblo ubicado en el condado de Dunn en el estado estadounidense de Wisconsin. En el Censo de 2010 tenía una población de 2319 habitantes y una densidad poblacional de 25,12 personas por km².

## Geografía
Tainter se encuentra ubicado en las coordenadas 44°58′52″N 91°50′27″O / 44.98111, -91.84083. Según la Oficina del Censo de los Estados Unidos, Tainter tiene una superficie total de 92.31 km², de la cual 85.18 km² corresponden a tierra firme y (7.72%) 7.13 km² es agua.

## Demografía
Según el censo de 2010, había 2319 personas residiendo en Tainter. La densidad de población era de 25,12 hab./km². De los 2319 habitantes, Tainter estaba compuesto por el 97.59% blancos, el 0.43% eran afroamericanos, el 0.39% eran amerindios, el 0.91% eran asiáticos, el 0% eran isleños del Pacífico, el 0.26% eran de otras razas y el 0.43% pertenecían a dos o más razas. Del total de la población el 0.91% eran hispanos o latinos de cualquier raza.